# Herrings
Herrings és una població dels Estats Units a l'estat de Nova York. Segons el cens del 2000 tenia 129 habitants.

## Demografia
Segons el cens del 2000, Herrings tenia 129 habitants, 42 habitatges, i 30 famílies. La densitat de població era de 171,7 habitants/km².
Dels 42 habitatges en un 45,2% hi vivien nens de menys de 18 anys, en un 59,5% hi vivien parelles casades, en un 7,1% dones solteres, i en un 26,2% no eren unitats familiars. En el 16,7% dels habitatges hi vivien persones soles el 2,4% de les quals corresponia a persones de 65 anys o més que vivien soles. El nombre mitjà de persones vivint en cada habitatge era de 3,02 i el nombre mitjà de persones que vivien en cada família era de 3,29.
Per edats la població es repartia de la següent manera: un 34,1% tenia menys de 18 anys, un 7% entre 18 i 24, un 30,2% entre 25 i 44, un 24% de 45 a 60 i un 4,7% 65 anys o més.
L'edat mediana era de 32 anys. Per cada 100 dones de 18 o més anys hi havia 102,4 homes.
La renda mediana per habitatge era de 33.750 $ i la renda mediana per família de 33.750 $. Els homes tenien una renda mediana de 24.583 $ mentre que les dones 23.750 $. La renda per capita de la població era de 9.674 $. Entorn del 13,5% de les famílies i el 18,8% de la població estaven per davall del llindar de pobresa.